# Pamela Gidley
Pour les articles homonymes, voir Gidley.
Pamela Catherine Gidley est une actrice et mannequin américaine née le 11 juin 1965 à Methuen dans le Massachusetts aux États-Unis et morte le 16 avril 2018 à Seabrook (New Hampshire).

## Carrière
Pamela Gidley joue dans le téléfilm Les Pilotes de l'extrême diffusé en 2002 où elle tient le rôle de Linda Fincher.
Elle tourne dans un épisode de la saison 2 de la série MacGyver en 1986.
Elle joue dans Cherry 2000, film de Steve De Jarnatt en 1987.
Dans Twin Peaks: Fire Walk with Me, Pamela Gidley incarne Teresa Banks, l'amie de Laura Palmer et première victime du tueur.
Elle tourne dans le film de 1992, Bienvenue en enfer d'Ate de Jong.
Elle est connue pour son rôle de Brigitte Parker dans la série Le Caméléon (1997-2000).
Elle joue le rôle de Dottie Thompson dans le film, Le Petit Vampire, en 2000.
Elle apparaît également de temps à autre dans Les Experts, où elle joue Terry Miller, une anthropologue. Elle a un rapport ambigu avec Gill Grissom, faisant preuves d'attirance et d'admiration mutuelles.

## Filmographie
- 1986 : Skate Gang de David Winters : Chrissy
- 1987 : Dudes : Elyse
- 1987 : Cherry 2000 : Cherry 2000
- 1988 : Blue Iguana : Dakota
- 1988 : Permanent Record : Kim
- 1990 : L'Enfer bleu (The Last of the Finest) : Haley
- 1990 : Delirium (Disturbed) de Charles Winkler : Sandy Ramirez
- 1991 : Traumatismes : Jane Kessler
- 1991 : Bienvenue en enfer : Clara
- 1992 : Twin Peaks: Fire Walk with Me : Teresa Banks
- 1992 : Love Is Like That : Eloise
- 1993 : Paper Hearts : Samantha
- 1994 : Freefall : Katy Mazur
- 1994 : SFW : Janet Streeter
- 1994 : The Crew : Jennifer Pierce
- 1996 : The Little Death : Kelly Hannon
- 1996 : Kiss and Tell : Beta Carotene
- 1997 : The Maze : Bertha
- 1997 : Aberration : Amy Harding / Alex Langdon
- 1997 : Bombshell : Melinda Clark
- 1998 : Le Prince de Sicile : Pepper Gianini
- 1998 : The Treat : Dolly
- 1999 : Liar's Poker : Linda
- 2000 : Goodbye, Casanova : Hilly
- 2000 : Le Petit Vampire : Dottie Thompson
- 2002 : Luster : Alyssa
- 2002 : Landspeed : Linda Fincher
- 2014 : Twin Peaks: The Missing Pieces : Teresa Banks

### Télévision
- 1986 : MacGyver : Gina (saison 2 épisode 5)
- 1997-2000 : Le Caméléon : Brigitte
- 2000-2002 : Les Experts : Teri Miller
- 2001 : True Blue (téléfilm) : Beck
- 2003 : Skin : Barbara Goldman
- 2006 : The Closer : L.A. enquêtes prioritaires : Annalisa Mundy (saison 2 épisode 7)